# Boncourt (Jura)
Pour les articles homonymes, voir Boncourt.
Boncourt (ancien nom allemand : Bubendorf) est une commune suisse située à la frontière entre la France et la Suisse, dans le canton du Jura, dans le district de Porrentruy.

## Toponymie
Boncourt se nomme Boncoué en patois ajoulot et Bôco en patois vâdais. Son ancien nom en allemand est Bubendorf.
Le suffixe -court est dérivé du roman corte (ferme, domaine ou hameau, du latin cohorte), tandis que le préfixe Bon- renvoie à un nom d'une personne d'origine germanique (Bobo ou Bovo, romanisé en Bobone).

## Géographie

### Situation

Photo aérienne (1950).

Boncourt se trouve à 10 km à vol d’oiseau au nord-ouest de Porrentruy dans la partie nord de l'Ajoie, à la frontière avec la France. Le village se situe à 377 mètres d’altitude dans la vallée de l'Allaine, qui sépare le Neu Bois (546 mètres d’altitude) et le Mont Renaud (506 mètres d’altitude).
Le territoire de Boncourt s'étend sur 9,01 km2. Lors du relevé de 2013-2018, les surfaces d'habitations et d'infrastructures représentaient 18,4 % de sa superficie, les surfaces agricoles 41,8 %, les surfaces boisées 39,0 % et les surfaces improductives 0,8 %.

### Transports
- Ligne ferroviaire Delémont - Delle, dont le tronçon de Boncourt jusqu'à la gare de Delle en France a été fermé en 1995 puis rouvert le 10 décembre 2006. Elle est prolongée en France par une ligne allant jusqu'à Belfort, longtemps désaffectée mais rouverte au trafic passagers depuis le 9 décembre 2018[6]. 
 La gare de Boncourt, mise en service en 1912, est en travaux depuis le début 2025 jusqu'à l'été 2026 pour améliorer les accès ainsi que la capacité et la sécurité des quais, et de mettre la gare en conformité avec les exigences requises par la loi pour les personnes à mobilité réduite.

- Autoroute A16 (Bienne-Boncourt)  1 (Boncourt)

## Histoire
Les recherches archéologiques ont révélé l’existence d’un ancien camp romain au Crêt-de-Châtillon, une colline située au village.
Boncourt est mentionné pour la première fois en 1140, sous le nom de Bononis Curia.
En 1674, le château est incendié. Il n’en reste qu’un donjon, baptisé la Tour de Milandre.
Le village a durant longtemps été partagé entre deux souverains : les sujets du bailliage de Delle sont jugés à Porrentruy pour les délits commis en Ajoie, ceux du bailliage d'Ajoie passent devant les tribunaux de Delle pour les infractions commises dans cette seigneurie. Le 5 août 1782, le prince-évêque Frédéric de Wangen signe avec Louis XVI une convention d'échange. La France abandonne la totalité du village de Boncourt à l’Évêché de Bâle, en échange de la seigneurie de Chauvilier, sur le Doubs.
De 1793 à 1815, Boncourt a appartenu à la France, dans le département du Mont-Terrible, puis dans celui du Haut-Rhin. À la suite d'une décision du Congrès de Vienne, en 1815, la commune a été attribuée au canton de Berne, comme toutes celles du District de Porrentruy.
Depuis le 1er janvier 1979, Boncourt fait partie du canton du Jura.

## Politique

### Liste des maires de Boncourt
- 1947-1972 : Léon Burrus, Parti démocrate-chrétien (PDC).
- 1973-1984 : François Rosse, Parti chrétien-social indépendant (PCSI).
- 1985-1992 : Jean-Louis Eggertswyler, Parti démocrate-chrétien (PDC).
- 1993-2003 : Hugues Plomb, Parti chrétien-social indépendant (PCSI)[8].
- 2004-2017 : André Goffinet Parti démocrate-chrétien (PDC)[9].
- 2018-  : Lionel Maitre Parti démocrate-chrétien (PDC)[10].

## Population

### Surnoms
Les habitants de la commune sont surnommés les Chats Couchés (lé Tché Coutchî en patois ajoulot), ainsi que les Chats Châtrés et les Chats Noyés (lé Tché Nâïé).

### Démographie

#### Évolution de la population
La commune compte 1 171 habitants au 31 décembre 2023 pour une densité de population de 130 hab/km2. Sur la période 2010-2023, sa population a diminué de −9,9 % (canton : 6,4 % ; Suisse : 9,4 %).  

#### Pyramide des âges
En 2023, le taux de personnes de moins de 30 ans s'élève à 24,9 %, au-dessous de la valeur cantonale (32,1 %). Le taux de personnes de plus de 60 ans est quant à lui de 39 %, alors qu'il est de 29,4 % au niveau cantonal.
La même année, la commune compte 562 hommes pour 609 femmes, soit un taux de 48 % d'hommes, inférieur à celui du canton (49,5 %).
| Hommes | Classe d’âge | Femmes |
| ------ | ------------ | ------ |
| 0,5    | 90 ans ou +  | 3,0    |
| 14,1   | 75 à 89 ans  | 16,6   |
| 21,5   | 60 à 74 ans  | 22,3   |
| 24,6   | 45 à 59 ans  | 21,2   |
| 13,0   | 30 à 44 ans  | 13,6   |
| 14,2   | 15 à 29 ans  | 13,5   |
| 12,1   | - de 14 ans  | 9,9    |

| Hommes | Classe d’âge | Femmes |
| ------ | ------------ | ------ |
| 0,7    | 90 ans ou +  | 1,8    |
| 8,6    | 75 à 89 ans  | 10,7   |
| 18,2   | 60 à 74 ans  | 18,8   |
| 20,3   | 45 à 59 ans  | 20,5   |
| 18,4   | 30 à 44 ans  | 17,8   |
| 18,1   | 15 à 29 ans  | 16,0   |
| 15,6   | - de 14 ans  | 14,4   |

### Sports
- Il y a de nombreuses installations sportives comme : 
  - la piscine des Hémionnés ;
  - les terrains de football, Stade Léon Burrus ;
  - la salle de gymnastique pour le sport et le sentier des Faînes ;
  - les terrains de tennis.
- Le Basket-club Boncourt est double champion Suisse, vainqueur de la Coupe de Suisse, double vainqueur de la Coupe de la Ligue. Le club a participé en 2006-07 à sa 4e Fiba cup (Coupe d'Europe).
- Deux clubs de football, US Boncourt et le FC Boncourt 05.

## Économie
Jusqu’au XIXe siècle, l’élevage du bétail, la production de fromage et les cultures agricoles constituaient l’unique activité économique de la commune.

### Entreprises
En 1814, Martin Burrus fonda une manufacture de tabacs et cigares. Rachetée par Rothmans en 1996, puis intégrée dans le groupe British American Tobacco en 1999, la maison F. J. Burrus SA a toujours été le plus gros employeur de la commune. En 2022, alors que l'usine de cigarettes compte 220 employés dont la moitié de frontaliers, British American Tobacco annonce envisager de délocaliser ses activités à l’étranger,.
Depuis 2013, le groupe Swatch a implanté une usine de plus de 400 salariés. La même année, l'entreprise Sonceboz SA à aussi implanté une usine de 280 salariés,.

### Tourisme
- Le parc à bisons d'Amérique[18]

## Culture et patrimoine

### Monuments
- Le château de La Cour[19]

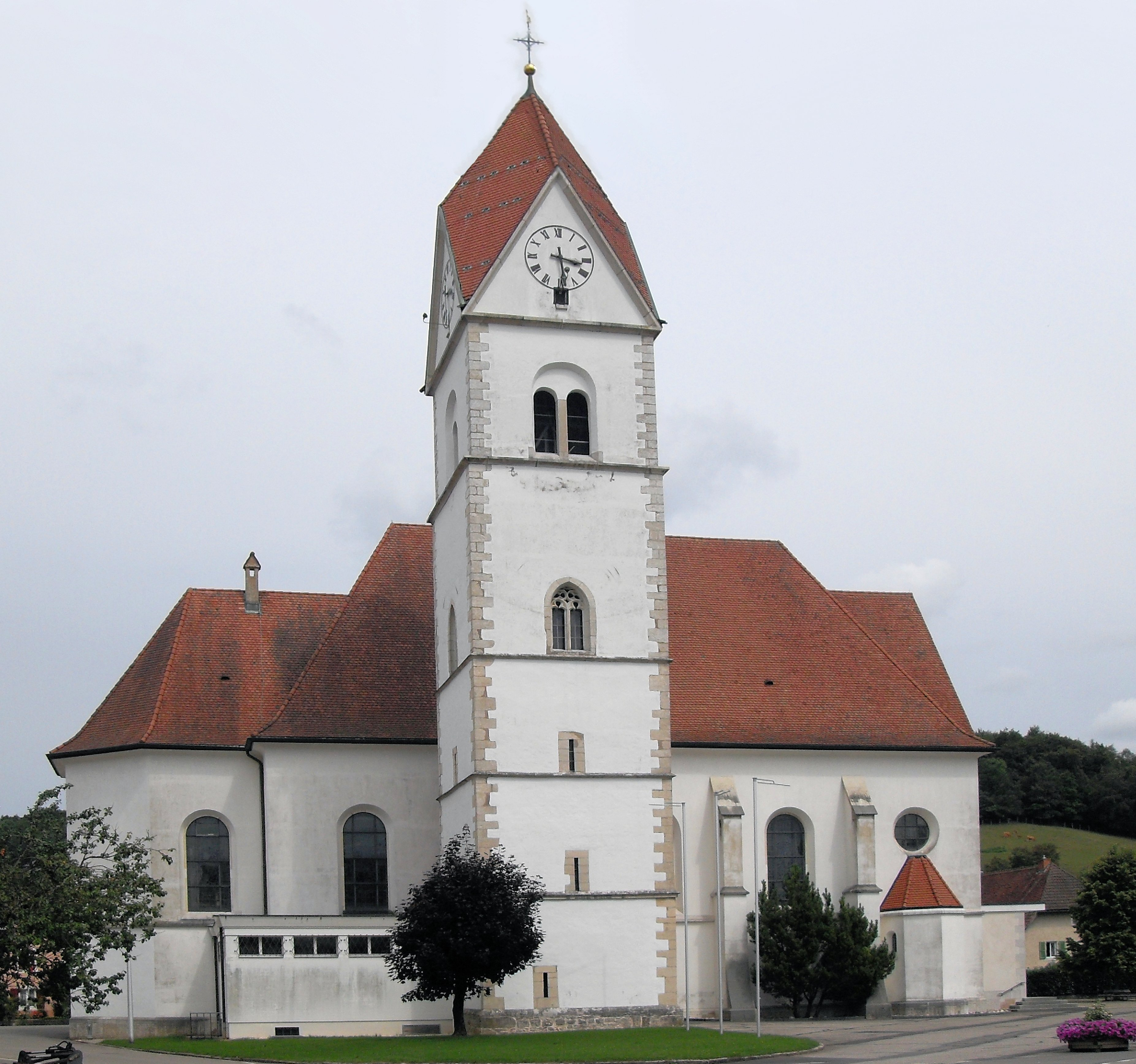
L'église Saints-Pierre-et-Paul.

- Vestiges comme la tour de Milandre et les grottes de Milandre
- Église Saints-Pierre-et-Paul, restaurée en 1768
- Statue de Nicolas de Flüe
- Chapelle de Notre-Dame

### Personnalités
- Mousse Boulanger (1926-2023), journaliste, comédienne, écrivaine et poète ;
- Famille Burrus ;
- Famille Breton, sculpteurs[20] ;
- René Prêtre (1957-), chirurgien.